# Осокорівська
Осокорівська (рос. Б. Осокоровка, бал. Осокоревская) — балка (річка) в Україні у Криворізькому й Бериславському районах Дніпропетровської й Херсонської областей. Права притока Дніпра (басейн Дніпра).

## Опис
Довжина балки приблизно 22,109 км, найкоротша відстань між витоком і гирлом — 16,69  км, коефіцієнт звивистості річки — 1,32 . Формується багатьма балками та загатами.

## Розташування
Бере початок на північно-східній стороні від села Велика Долина. Тече переважно на південний схід через село Осокорівку і впадає у річку Дніпро (Каховське водосховище).

## Цікаві факти
- На північно-західній околиці села Осокорівки балку перетинає автошлях Т 0403[3] (автомобільний шлях територіального значення у Дніпропетровській та Херсонській областях. Пролягає територією Криворізького та Бериславського районів через Мар'янське — Нововоронцовку — Берислав. Загальна довжина — 98,8 км.).
- У XIX столітті у селі Осокорівка над балкою існувало багато вітряних млинів[1].